# Красный Яр (Кагальницкий район)
Красный Яр — хутор в Кагальницком районе Ростовской области.
Входит в состав Родниковского сельского поселения.

## География

### Улицы
- ул. Ветеранов,
- ул. Дружбы,
- ул. Колхозная,
- ул. Пионерская.

## История
Хутор был создан в 1890 году.

## Население
| 2010 |
| ---- |
| 168  |